# Christian Ehregott Weinlig
Christian Ehregott Weinlig (30 septembre 1743 - 14 mars 1813) est un compositeur allemand et chantre de la Kreuzkirche de Dresde.

## Biographie
Né à Dresde, Weinlig reçoit sa formation musicale à l'École Sainte-Croix de Dresde de la ville avec Gottfried August Homilius et de l'Université de Leipzig en 1765. De 1767 à 1773, il est organiste de l'Église réformée de Leipzig. À partir de 1780, il est accompagnateur de l'opéra italien et organiste de la Frauenkirche de Dresde. De 1785 à sa mort, il est chantre de la Kreuzkirche et Kreuzschule à Dresde.
Weinlig écrit plusieurs opéras, oratorios ("Der Christ am Grabe Jesu"), cantates ("Augusta"), hymnes, pièces pour piano et sonates dans un style sentimental.
Son neveu, Christian Theodor Weinlig, est également compositeur.